# Meteorologische Ertragsanalyse
In der meteorologischen Ertragsanalyse wird der Einfluss meteorologischer Elemente auf den Ertrag landwirtschaftlicher Kulturen mathematisch-statistisch erfasst.
Ein wichtiger Einflussfaktor der Stoffproduktion und Ertragsbildung bei Kulturpflanzen ist die Atmosphäre. Wie sehr die Ernten vom Witterungsverlauf eines Jahres abhängen können, hat Alfred Mäde ermittelt. Entsprechend seiner Untersuchungen sind in extremen Jahren meteorologisch bedingte Ertragsschwankungen von 40–50 % des mittleren Ertrages möglich.
Der Pflanzenertrag ist aber nicht allein das Resultat unmittelbarer meteorologischer Einflüsse, sondern er ist in noch größerem Maße vom Wechselspiel zwischen Boden, Pflanze und Atmosphäre abhängig. Besonders bodenphysikalische Eigenschaften, der Humus-, Nährstoff- und Wasserhaushalt sowie die biologische Aktivität des Bodens unterliegen auf meteorologische Einflüsse zurückgehenden Veränderungen, die auch die Wirksamkeit von agrotechnischen Maßnahmen bestimmen können. Auf Grund dieser natürlichen Abhängigkeit der Pflanzenproduktion sind Informationen über den Einfluss meteorologischer Faktoren auf die Ertragsleistung der Feldfrüchte und die Wirksamkeit ertragsfördernder Maßnahmen von besonderem praktischen Wert. Die Analyse und Quantifizierung der Beziehungen zwischen der Witterung, dem Klima und der Pflanzenproduktion ist als eine Voraussetzung zu betrachten, um den Produktionsprozess u. a. durch
- die Anpassung der Produktionsmaßnahmen an den Witterungsverlauf,
- die Auswahl oder Züchtung standortgerechter Kulturpflanzen und Sorten und
- die Ertragsvorausschätzung

besser beherrschen und optimieren zu können. Derartige Maßnahmen sind erst dann möglich, wenn die Ansprüche der Kulturpflanzen an die atmosphärische Umwelt und die Anhängigkeit der Ertragsbildung vom Verlauf meteorologischer Faktoren in den einzeln Abschnitten der Pflanzenentwicklung bekannt und in Form mathematischer Modelle verallgemeinert sind.
Für die mathematische Erfassung von meteorologischen Umwelteinflüssen auf die Pflanze bieten sich vorrangig mathematisch-statistische Methoden an. Im Mittelpunkt derartiger Untersuchungen stehen das Ertragsverhalten gegenüber meteorologischen Einflüssen während der Vegetationszeit und die Verhaltensänderungen infolge abweichender Düngungsmaßnahmen. Durch die Anwendung multivariater Methoden, etwa durch Anwendung der Faktoranalyse zur komplexen Betrachtung vieler zusammenhängender Größen, eröffnete sich in früheren Jahren ein neuer Weg des Studiums meteorologischer Einflüsse auf landwirtschaftliche Kulturen. Verglichen mit bewährten univariaten Methoden (z. B. Korrelations-, Mehrfachregressionsanalyse) stehen sich völlig unterschiedliche Betrachtungsweisen der Ertragsanalyse gegenüber.
Meteorologische Ertragsanalysen erfordern möglichst lange homogene Reihen von biologischen und meteorologischen Beobachtungsdaten. Wenn in den Betrachtungen gleichzeitig die Einflüsse des Mineraldüngerstickstoffs eingeschlossen ist, bieten sich hierfür die Daten eines Dauerfeldversuches als Forschungsbasis an. Die nachfolgend präsentierten Ergebnisse stützen sich auf die Daten des "Statischen Mangeldüngungsversuches" Bad Lauchstädt. Sie erwiesen sich schon mehrfach als Grundlage für die Untersuchung der Wechselwirkung zwischen der Nährstoffwirkung und dem jährlichen Witterungsverlauf.

## Datenbasis und Methodik
Aus: Peter Kanther, Vergleichende Untersuchungen zur quantitativen Analyse von Atmosphären-Ertrags-Beziehungen, dargestellt am Beispiel der Fruchtarten Spätkartoffel und Winterweizen - Ein Beitrag zur meteorologischen Ertragsanalyse, Martin-Luther Universität, Dissertation zur Erlangung des Doktorgrades im Wissenschaftszweig Landwirtschaft, Halle, 1980

### Versuchs- und Produktionsdaten
Der Pflanzenertrag ist nicht allein das Resultat unmittelbarer meteorologischer Einflüsse, sondern er ist auch vom Wechselspiel zwischen Boden, Pflanze und Atmosphäre abhängig. Auch die Wirksamkeit von agrotechnischen Maßnahmen ist von meteorologischen Einflüssen abhängig. Insbesondere die Kartoffelerträge unterlagen in den 1980er-Jahren erheblichen Jahresschwankungen, weshalb der Autor die Ergebnisse seiner empirischen Untersuchungen über den Einfluss meteorologischer Faktoren auf die Entwicklung und den Ertrag von Spätkartoffeln sowie auf die Stickstoff-Düngerwirkung in seiner Dissertation vorlegte.
Meteorologische Ertragsanalysen erfordern möglichst langjährige homogene Reihen von landwirtschaftlichen und meteorologischen Beobachtungsdaten. Wenn in solchen Betrachtungen gleichzeitig die Einflüsse der Düngung eingeschlossen sind, bieten sich hierfür die Daten eines Dauerfeldversuches an. Kanther benutzte für seine Untersuchungen die Daten des Statischen Mangeldüngungsversuches in Bad Lauchstädt, um auch die Einflüsse des Mineraldüngerstickstoffs erfassen zu können. Diese Daten erwiesen sich wiederholt als gute Grundlage für die Untersuchung der Wechselbeziehungen zwischen der Nährstoffwirkung und dem jährlichen Witterungsverlauf.
Als Untersuchungsmaterial dienten die Knollen- und Kornerträge von Spätkartoffel bzw. Winterweizen von 1925 bis 1970 der Volldüngung(NPK)- und Stickstoff-Mangel(PK)-Parzellen des mit 200 dt/ha Stalldung versorgten Versuchsblocks und die am gleichen Standort langjährig registrierten Klimadaten.
Der "Statische Versuch" Lauchstädt besteht seit dem Jahre 1902 und ist in 4 Schläge eingeteilt. Die Fruchtfolge ist: Zuckerrüben, Sommergerste, Kartoffeln, Winterweizen.
Der Versuch wurde ohne Wiederholung und mit einer Parzellengröße von 500 m² angelegt. Die Düngung wurde im Laufe der Jahre einige Male verändert. Seit 1952 besteht ein unveränderter Düngungsplan.
Der Versuchsstandort befindet sich geographisch am Rande der "Querfurter Platt" auf tiefgründigen und humosen sandigen Lößlehm in *Zustandsstufe I.
- Bodenwertzahl: 94
- Bodenform: Löß-Schwarzerde auf einer im Durchschnitt bis 1,5 m Tiefe stehender Lößschicht mit 1,7 % C und 0,16 % N
- Klimagebiet: Mitteldeutsches Trockengebiet im Regenschatten des Harzes
- Höhenlage: 110 m NN
- Grundwasserstand: 3 m
- Jahresniederschlag im 60-jährigen Mittel: 480 mm
- Durchschnittl. Jahresmitteltemperatur: 8,6 °C

Weitere Angaben über die Versuchsanlage und -durchführung, mehrjährige Durchschnittserträge und den Einfluss der verschiedenen Düngungsformen findet man bei Rüther und Ansorge.

### Meteorologische Daten
Das Vorhandensein meteorologischer Daten wichtiger Elemente, die den Witterungsverlauf am Versuchsstandort zuverlässig charakterisieren, ist eine wichtige Voraussetzung für die Analyse bestehender Umwelt-Ertrags-Beziehungen. Am Versuchsstandort in Bad Lauchstädt werden seit 1902 die Tageswerte der wichtigsten meteorologischen Elemente nach einem dem Meteorologischen Dienst entsprechenden Beobachtungsprogramm registriert. 30-jährige Reihen von Klimadaten wurden für die Erfassung wesentlicher Witterungskonstellationen als ausreichend betrachtet. Als Datenbasis dienten die Tageswerte (ca. 77.000 Einzelwerte) wichtiger Elemente aus der Beobachtungsperiode 1949–1970, die für die maschinelle Verarbeitung auf Datenträger gespeichert und nach Datenprüfung ausgewertet wurden.
Weil meteorologische Elementargrößen (z. B. Tagesmitteltemperatur, Tagesniederschlagsmenge etc.) die tatsächliche Wirkung der Witterung auf die Ertragsbildung nicht ausreichend zu beschreiben vermögen, wurden aus den ursprünglichen Daten meteorologische Größen, die als Integral über mehrere Einzelelemente zu betrachten sind, abgeleitet. So kennzeichnet nach Wang die Differenz zwischen dem Temperaturmaximum eines Tages und dem Temperaturminimum des Folgetages den täglichen Abkühlungsprozess, sodass sich die mittlere tägliche Abkühlung eines Zeitabschnittes errechnen lässt.
Die tägliche Abkühlung ist deshalb als ein komplexer Parameter zu bezeichnen, weil sie im Allgemeinen von den Bewölkungsverhältnissen, der Luft- und Bodenfeuchtigkeit sowie von der Luftbewegung abhängt.
Anhand gemessener Daten und einer speziellen Rechenformel war es auch möglich, die potentielle Evapotranspiration (Verdunstung) zu berechnen. Sie kennzeichnet den Wasserbrauch eines Tages. Zieht man von der Tagesniederschlagsmenge die potentielle Verdunstung ab, erhält man die klimatische Wasserbilanz, die die Feuchtigkeitsänderung des Bodens eines Tages quantitativ anzeigt. Nach Wendling stimmen in Mitteleuropa die geschätzten Transpirationswerte mit den gemessenen Werten am besten überein, wenn die Schätzungen auf Beziehungen beruhen, die Strahlungsglieder enthalten. Die Berechnung der Tageswerte der potentiellen Verdunstung wurden deshalb mit der von Mäde modifizierten Turc-Formel vorgenommen und für die Untersuchungen herangezogen.
Den statistischen Analysen lagen somit aus klimatologischen Zeitreihen gewonnene aggregierte Daten von Elementar-, Kombinations- und Komplexgrößen für mehrere Entwicklungsabschnitte der Kartoffel und des Weizens zugrunde, die zu den Daten der biologischen Größen (Phasenlänge, mittlere tägliche Entwicklungsrate, Ertrag und N-abhängiger Mehrertrag) in Beziehung gesetzt wurden. Als Parameter dienten die Summen und Mittelwerte von Elementar- und Komplexgrößen und wegen des geringen Informationsgehaltes der Mittelwerte meteorologischer Elemente auch die Häufigkeiten des Auftretens bzw. Überschreitens bestimmter meteorologischer Grenzwerte nach Mäde für den zeitlichen Verlauf bzw. die Verteilung der Einwirkungen.
Zur Erfassung des regionalen Witterungseinflusses auf die Spätkartoffelentwicklung, den Ertrag und die Stickstoff-Düngerwirkung wurden Daten ausgewählter Produktionsstandorte (Zeitraum 1967–1974) und aggregierte Beobachtungsdaten zugeordneter hauptamtlicher Wetterstationen für Betrachtungen über das nördliche und mittlere Binnentiefland in Ostdeutschland herangezogen.

### Phänologische Daten
Für die Bestimmung der Entwicklungsdauer und Entwicklungsgeschwindigkeit zwischen zwei phänologischen Phasen, für das Ordnen des klimatologischen Materials und die Transformation der ursprünglichen Zeitskala (Kalenderdaten) in eine phänologisch normierte, sind registrierte Eintrittstermine phänologischer Phasen (Zeitpunkt von Bestellung, Aufgang, Blühbeginn, Ernte) von großem Wert. Denn rein kalendermäßige Betrachtungen versprechen wenig Erfolg auf die Erfassung des Witterungseinflusses auf Feldfrüchte. Sie ermöglichen kaum biologisch verständliche Aussagen, weil sie die physiologischen Ansprüche der Kulturpflanzen und die jährlich unterschiedliche Vegetationsentwicklung nicht berücksichtigen. Außerdem durchläuft die Kulturpflanze während ihrer Entwicklung Zeiten, in denen sie gegen bestimmten Einwirkungen ganz besonders empfindlich ist. Von ihrem Verlauf ist jedoch der künftige Ernteertrag im höchsten Maße abhängig. Auf der Basis der jährlichen phänologischen Termine lassen sich typische Abschnitte der Pflanzenentwicklung abgrenzen, nach denen die Datenaufbereitung des meteorologischen Materials erfolgen kann. Für Spätkartoffel gelten:
- Aufgangsphase: Bestellung bis Aufgang
- Erste Wachstumsphase: Überwiegende Krautbildung bei Wurzelfrüchten (Aufgang bis Blühbeginn)
- Zweite Wachstumsphase: Überwiegende Knollenbildung (Blühbeginn bis zur 52. Pentade)

Weiterhin lassen sich folgende Stadien der Kartoffel abgrenzen:
- T1 – 25 Tage ab Bestelltermin (Voraufgangsstadium)
- T2 – 25 Tage ab Auflaufen der Kartoffel (Aufgangsstadium)
- T3 – 25 Tage vor Blühbeginn (Vorblühstadium)
- T4 – 40 Tage ab Blühbeginn (Stadium der Knollenbildung)
- T5 – 40 Tage vor Erntebeginn (Vorerntestadium)

Fehlende Beobachtungen lassen sich durch phänologische Termine von bestimmten Wildpflanzen ersetzen. Es ist auch möglich, sie aus Witterungsdaten zu schätzen. Für den Standort Lauchstädt und für das nördliche und mittlere Binnentiefland in Ostdeutschland wurden Schätzfunktionen abgeleitet, mit denen die Länge bestimmter Entwicklungsabschnitte und damit die phänologischen Eintrittstermine der Spätkartoffel zuverlässig bestimmt werden können.

### Statistische Methodik
Für die mathematische Erfassung von meteorologischen Umwelteinflüssen auf eine Feldfrucht bieten sich vorrangig statistische Methoden an. Im Mittelpunkt der in den 1970er Jahren durchgeführten Untersuchungen stand das Ertragsverhalten gegenüber meteorologischen Einflüssen während der Vegetationszeit und die Verhaltensänderungen bei abweichenden Düngungsmaßnahmen.
Durch Anwendung der Faktoranalyse zur komplexen Betrachtung vieler zusammenhängender Größen wurde ein neuer Weg des Studiums meteorologischer Einflüsse auf Feldfrüchte beschritten. In Untersuchungen mit bewährten univariaten Methoden (Korrelationsanalyse, Mehrfachregressionsanalyse) und der multivariaten Faktoranalyse standen sich völlig unterschiedliche Betrachtungsweise gegenüber.
Die Analyse ertragsbildender Faktoren und der Umweltansprüche der Feldfrüchte setzt eine sorgfältige Auswahl der Einflussgrößen voraus, da bei der Anwendung statistischer Methoden bestimmte Voraussetzungen (Stichprobenumfang, Unabhängigkeit der Einflussgrößen etc.) zu erfüllen sind.
Zur Ermittlung und Auswahl potentieller Größen stehen verschiedene Methoden zur Auswahl, z. B.
- Auswahl nach sachlogischen Gesichtspunkten,
- Vergleichende Methoden und Korrelationsmethoden,
- Multiple Regressionsanalyse bei gleichzeitiger Aufgliederung der Gesamtanalyse und
- Multivariate Verfahren (z. B. Faktoranalyse, mehrdimensionale Varianzanalyse und Diskriminanzanalyse).

Einerseits ist es notwendig die meteorologischen Einflüsse auf die Ertragsbildung komplex zu betrachten, anderseits ist die Regressionsanalyse die am häufigsten angewandte Methode. Durch das oft bestehende Missverhältnis zwischen Umfang meteorologischer Daten und der geringen Anzahl von Ertragswerten sowie das zusätzlich auftretende Problem der Multikollinearität wird diese erschwert. Jedoch mit Hilfe der Faktoranalyse lassen sich die bestehenden Zusammenhänge zwischen der Zielgröße und den zahlreichen Einflussgrößen elegant aufhellen.
Bei der Anwendung der Faktoranalyse wird von der Tatsache ausgegangen, dass enge Zusammenhänge zwischen Zufallsvariablen bzw. zwischen der Zielgröße und den Einflussgrößen untereinander die Folge gemeinsamer Entstehungsbedingungen sind. Wenn man sich der gemessenen Größen bedient, kann man von diesen auf die gemeinsamen Entstehungsbedingungen schließen. Ihre Aufgabe besteht darin, aus einer Menge von Einflussgrößen unabhängige Merkmalsgruppen (sog. Faktoren) zu ermitteln, die das Zustandekommen der statistischen Zusammenhänge erklären.

## Witterungseinflüsse auf Feldfrüchte im Dauerfeldversuch

### Ertragsentwicklung
Anhand der für mehrere Perioden (Zeitraum 1925–1970) ermittelten Durchschnittserträge war festzustellen, dass Kartoffeln und Winterweizen im Statischen Düngungsversuch Lauchstädt auf Stickstoff-Mangeldüngung (PK-Düngung) mit deutlich geringeren Erträgen reagieren. Auf Löß-Schwarzerde werden unter fortgesetzter Stickstoff-Mangeldüngung im Mittel bei Kartoffeln um 25 % und bei Weizen um 15 % geringere Erträge erzielt als bei Volldüngung. Die N-Düngerwirkung beträgt im Mittel der Jahre 80 dt/ha bei Kartoffeln und 7 dt/ha bei Weizen. Bei Kartoffeln zeigt sich unter den Lauchstädter Standortbedingungen eine deutliche ertragsstabilisierende Wirkung des Düngerstickstoffs. Aufschluss über die erzielten Durchschnittserträge und die Ertragsvariabilität der beiden Feldfrüchte in den betrachteten Perioden des Zeitraumes 1920–1970 bei Voll- und Stickstoffmangeldüngung gibt.
Bei Verwendung der langjährigen Versuchsdaten galt es zu berücksichtigen, dass die jährlichen Ertragsschwankungen nicht allein auf den unterschiedlichen Verlauf der Jahreswitterung zurückzuführen sind, sondern auch auf Veränderungen in der Versuchstechnik und der Fruchtbarkeit des Bodens. Letztere Einflüsse finden ihren Niederschlag im Ertragstrend. Um die Wirkung dieser nicht-meteorologischen Ertragseinflüsse auszuschalten, sind die 45-jährigen Zeitreihen vom Trend zu bereinigen. Die Entwicklung der Ernteerträge beider Feldfrüchte bei Volldüngung und Stickstoffmangeldüngung im "Statischen Versuch" ist in den Abbildungen 5.1–5.4 grafisch dargestellt.
Beschreibt man die Ertragsentwicklung zunächst durch eine lineare Funktion, so resultieren aus den Trendberechnungen die in Tabelle 5.2 dargestellten Funktionen.
Sie zeigen die jährlichen Schwankungen des Knollen- bzw. Kornertrages bei Voll- und Stickstoffmangeldüngung im Zeitraum 1925–1970 um den Trend der Ertragsentwicklung, in dem die nicht-meteorologischen Einflüsse aufgefangen sind. Durch Anpassung eines Polynoms 2. Grades an sich überlappende 7-jährige Abschnitte der Zeitreihe mit Hilfe des Gleitmittelverfahrens (strichpunktierte Kurve) und einer ausgleichenden kubischen Splinefunktion (gestrichelte Kurve) lässt sich der Trend bestimmen. Beide Methoden führen zu einer übereinstimmenden Trendanpassung. Nicht zu übersehen ist der wellenförmige Verlauf der Trendkurve. Ob diese Wellenbewegung auf bestehende solar-terrestrische Beziehungen, d. h. auf den Einfluss von Sonnenfleckenperioden mit ihren Wirkungen auf meteorologische Einzelelemente (z. B. Temperatur, Luftdruck, Niederschlag) und die großräumige Zirkulation beruht, wäre zu untersuchen.
Die Diagramme beschreiben für den Zeitraum 1930–1945 einen kontinuierlichen Rückgang der PK-Erträge und des Trends. Erst nach 1945 ist ein allmählicher Ertragsanstieg zu verzeichnen, bis 1959 das frühere Ertragsniveaus wieder erreicht ist.
Durch Bildung der Ertragsdifferenzen zwischen den empirischen Ertragswerten der Zeitreihe und den geschätzten Trendwerten, die als Polygonzüge dargestellt sind, wird der Trend ausgeschaltet (s. Abbildung 5.9).
Die absoluten Ertragsabweichungen kennzeichnen überwiegend das Ausmaß der jährlichen Witterungseinwirkung bei Kartoffeln. Für meteorologische Ertragsanalysen errechnen sich nach Mäde aus den ΔE(t) die Abweichungen der Jahreserträge in % des jeweiligen Trendwertes, die als Ertragsgröße zu dem meteorologischen Größen in Beziehung gesetzt werden können. Die Trendabweichungen kennzeichnen die unterschiedliche Auswirkungen der Feldfrucht gegenüber meteorologischen Einflüssen. Im gesamten Untersuchungszeitraum schwanken sie im "Statischen Versuch" bei Kartoffeln zwischen −33 … +38 % (bei NPK-Düngung) bzw. −67 … +66 % (bei PK-Düngung) und beim Weizen zwischen −27 … +30 % (NPK) bzw. −32 … +35 % (PK). Die ermittelten Trendabweichungen ermöglichen die Bildung von Ertragsklassen in gute, mittlere und schlechte Erntejahre zur Unterscheidung der Wirkung der Witterungseinflüsse.

### Wärme- und Wassergenuss der Feldfrüchte in extremen Ertragsjahren
Temperatur und Niederschlag sind im Allgemeinen bestimmende bioklimatische Größen, weil sich in ihnen auch die biologisch unmittelbar wirksamen Faktoren, wie Strahlung, Feuchtigkeit und Verdunstung widerspiegeln. Um einen ersten Überblick über die Witterungsbedingungen während der Vegetation für die Ertragsbildung zu gewinnen, lassen sich Jahre mit hohen, mittleren und niedrigen Ernteerträgen kombiniert mit Temperatur und Niederschlag in Thermopluviogramme (Temperatursummen- und Niederschlagssummenkurven) gegenüberstellen.
Das Diagramm in Abbildung 5.10 verdeutlicht Witterungsverläufe für mehrere Höchstertragsjahre bei Kartoffeln. Als Abszissen sind die Temperatursummen und als Ordinate die Werte der Niederschlagssummen abgetragen. Nach Verbindung der Koordinaten dem zeitlichen Verlauf (Kartoffeln 20.–40. Pentade) folgend, ergeben sich die dargestellten Kurvenzüge, die auch die Zeitgröße implizit enthalten. Hohe Temperaturzuwächse sind durch die Streckung der Kurve nach rechts und Niederschlagsperioden durch einen steilen Anstieg nach oben gekennzeichnet. Trockenzeiten verdeutlichen horizontale Kurvenzüge. Die Eintrittstermine der phänologischen Phasen, Aufgang und Blühbeginn der Kartoffeln sind an den Kurve markiert. Klimagramme ermöglichen einen quantitativen Vergleich über die den Wärme- und Wassergenuss während der Vegetationsperiode von Kartoffeln und Winterweizen in guten, mittleren und schlechten Ertragsjahren. Das folgende Klimagramm verdeutlicht die Witterungsverläufe für die Höchstertragsjahre 1931, 1940 und 1954 bei Spätkartoffeln. Demgegenüber ergeben sich für ausgewählte Minderertragsjahre der Kartoffel (1936, 1949, 1953) das folgende Klimagramm in Abbildung 5.11.
Für Kartoffel war festzustellen, dass gute und schlechte Erntejahre durch recht unterschiedliche Witterungsverlaufe gekennzeichnet sind. Überdurchschnittliche Ernteerträge wurden sowohl in trockenen als auch in feuchten Vegetationsperioden registriert. Besonders deutliche Unterschiede zwischen den Jahresgruppen bezüglich der Entwicklungsdauer sowie des Wärme- und Wassergenusses, wodurch sich die starken meteorologischen bedingten Ertragsdifferenzen hätten erklären lassen, waren mit Hilfe von Klimagrammen nicht zu erkennen.
Demgegenüber sind für den Untersuchungszeitraum beim Weizen unterschiedliche Temperatur- und Niederschlagsverhältnisse zwischen den Jahresgruppen festzustellen. Die Jahre mit hohen und mittleren Ernteerträgen unterscheiden sich von Minderertragsjahren durch eine wesentlich geringere Zunahme der Temperatur- und Niederschlagssummen während der Vorwinterentwicklung, durch ein geringeres Temperatur- und ein höheres Niederschlagsangebot in der vegetationslosen Zeit und vor allem durch einen geringeren Summenzuwachs in der vegetativen Entwicklungsphase.
Sehr deutlich ist der Temperatur- und Niederschlagseinfluss auf die Entwicklungsgeschwindigkeit des Weizens. Während in guten und mittleren Ertragsjahren die Vorwinterentwicklung etwa 15 Pentaden und die Vegetationsruhe 23 Pentaden andauert, verhält sich das in schlechten Erntejahren gerade umgekehrt. Ein früher Abschluss der vorwinterlichen Entwicklung (vor der 70. Pentade) bewirkt einen höheren Ernteertrag im Lauchstädter Versuch.
In den Tabellen 6.7 und 5.8 sind die Extreme und Mittel der Entwicklungsdauer sowie der bis zum jeweiligen Phasenende fortlaufend kumulierten Temperatur- und Niederschlagssummen für drei Jahresgruppen für Spätkartoffel und Winterweizen zusammengestellt.
Mit Hilfe eines geeigneten Wasserhaushaltmodells (z. B. Thornthwaite, Turc, Klatt) kann für einzelne Jahre unter Verwendung von Temperatur- und Niederschlagsdaten der tägliche Wasserhaushalt im bewachsenen Boden bestimmt werden. Man erhält dadurch Aufschluss über den Gang der Tageswerte der Verdunstung, der Bodenfeuchtigkeit und des Niederschlages während der Vegetation und über die Unterschiede von Wassernachfrage und Wasserangebot sowie Wasserversorgung. Auf dieser Grundlage sind auch statistische Betrachtungen über den Wasserhaushalt bestimmter Zeitabschnitte möglich, um jene Faktoren zu bestimmen, die Ertragsunterschiede hervorbringen.
Die Anwendung des Wasserhaushaltmodels von Thornthwaite hat gezeigt, dass es mit einem solchen Modell möglich ist
- aus Temperatur- und Niederschlagsdaten alle bedeutenden Größen des Wasserhaushaltes abzuleiten, so dass man die klimabedingte Wassernachfrage, das Wasserangebot und den pflanzenverfügbaren Bodenwassergehalt zur Pflanzenentwicklung und Pflanzenertrag in Beziehung setzen kann,
- die Wasserversorgung verschiedener Jahre, Standort oder Gebiete miteinander zu vergleichen;
- Schwellenwerte für die Bodenfeuchte zu ermitteln, die zur Vermeidung von Trockenschäden nicht unterschritten werden dürfen. Dazu sind Berechnungen für zahlreiche Jahre erforderlich, um aus den Jahresgängen in Verbindung mit dem Ertragsdaten schließen zu können, ob für die jeweilige Feldfrucht der Bodenfeuchtegang günstig war oder nicht.

Allerdings gestattet dieses Einschichtenmodell (es fasst die von einem Bestand durchwurzelte Bodenzone als einen zusammenhängenden Speicher auf, der zum Zeitpunkt t die Wassermenge W(t) enthält) keine Aussagen über den Gang des Wassergehaltes in verschiedenen Schichten der Wurzelzone. Das Modell lässt außer Acht, dass ein Pflanzenbestand gleichzeitig aus verschiedenen Bodenschichten Wasser entnimmt.

### Statistische Analyse von Witterungs-Ertrags-Beziehungen
In Untersuchungen erwies sich die Faktoranalyse als recht leistungsfähig, denn sie ermöglichte eine komplexe Betrachtung der zahlreichen voneinander abhängigen Größen in einem Rechengang, ohne dass auf die Vorzüge der Korrelations- und Regressionsanalyse verzichtet werden musste. Aus Korrelationsmatrizen wurden mittels der Hauptkomponentenanalyse von Hotteling bedeutende Faktoren als bestimmte, voneinander unabhängig wirkende Eigenschaften erfasst und extrahiert. Sie ermöglichte eine rasche Aufklärung der inneren Zusammenhänge und den Nachweis jener Einflussgrößen und -gruppen, die die Pflanzenentwicklung und den Pflanzenertrag sowie die Düngerwirkung bestimmen. Durch Hauptachsentransformation ergaben sich Rangfolgen der Einflussgrößen nach ihrer direkten Wirkung auf Pflanzenertrag und Düngerwirkung. Rotierte Faktorstrukturen bilden die Grundlage für die Quantifizierung der ermittelten Faktoren.
Durch Gegenüberstellung von die Dauer und Geschwindigkeit der Pflanzenentwicklung bezeichnenden Größen und meteorologischen Parametern ließen sich Aussagen über die Ansprüche der Kulturpflanzen in einzelnen Vegetationsabschnitten erzielen.
Durch Faktoranalyse ließ sich zeigen, dass hinter 18 vorgegebenen Parametern 4 gemeinsame Faktoren, d. h. nicht zu beobachtende meteorologische Eigenschaften, stehen. Diese fassen die Wirkung mehrere Parameter auf die Entwicklungsgeschwindigkeit bzw. den Ernteertrag zusammen.
Enge Beziehungen bestehen zwischen den Variablen Pflanzenentwicklung und Summe der Tagesmitteltemperatur, Summe der Sonnenscheindauer, Anzahl der Tage mit Niederschlag < 3 mm und Sonnenschein > 5 Stunden und Potentiellen Verdunstung. Eine weitere Gruppe korrelierter Merkmale bilden die Parameter Pflanzenentwicklung, mittlere Tagesmaximumtemperatur, mittlere tägliche Abkühlung und Tage mit Niederschlag < 3 mm und Sonnenschein > 1 ≤ 5 Stunden.
Demnach verzögern wasserzehrende Bedingungen das Auflaufen der Kartoffelpflanzen. In der Zeit zwischen Aufgang bis Blühbeginn reagieren die jungen Kartoffelpflanzen auf Wärme und Trockenheit mit einer langsameren Entwicklung, was von ertragssteigernder Wirkung ist. Nach der Blüte bewirken anhaltende Wärmeperioden größere Wasserverluste, die die Pflanzenentwicklung verzögern, was sich auf die spätere Ertragshöhe nicht auswirkt.
Mit durch Regressionsanalyse abgeleiteten Schätzfunktionen kann für den Lauchstädter Standort die Entwicklungsgeschwindigkeit der Spätkartoffel und die Länge der Zwischenphasenabschnitte (Entwicklungsdauer) aus Temperatur- und Niederschlagsdaten bestimmt werden.
Zur Analyse des Ertragsverhaltens auf wechselnde Witterungseinflüsse in der Vegetationszeit kann man zunächst den zeitlichen Gang der Korrelation zwischen dem Ertrag und jeweils einem meteorologischen Parameter nach Mäde zur Auffindung von Korrelationsextremen ermitteln. Das nach phänologischen Phasen zu ordnende Beobachtungsmaterial eines meteorologischen Parameters ist für übergreifende 5-Tages-Abschnitte mit den Abweichungen der Jahreserträge vom Trend in % zu korrelieren. Der berechnete Koeffizient wird jedem dritten der fünf Tage zugeordnet. Die Abbildungen 5.25–5.29 zeigen den Gang des Korrelationskoeffizienten zwischen dem Kartoffelertrag bei Volldüngung (NPK) und bei Stickstoffmangeldüngung (PK-Ertrag) und ausgewählten meteorologischen Parametern im Dauerfeldversuch Lauchstädt.
In den Abbildungen 5.28 und 5.29 ist der Gang der Korrelationen zwischen dem Ertrag und der Anzahl Tage mit > 3,0 mm Niederschlag bzw. die Summer der Sonnenscheindauer unter Zugrundelegung einer phänologisch normierten Zeitskala als Kurvenzüge dargestellt. Auf der Abszisse ist die Zeit in Tagen, beginnend vom Bestellungs- bis zum Erntezeitpunkt und auf der Ordinaten die Korrelationskoeffizienten abgetragen. Der zeitliche Gang der für einzelne Vegetationsabschnitte berechneten Koeffizienten ist aus den Kurvenzügen ablesbar. Die Zuordnung der phasenbezogenen Kurven erfolgt so, dass der mittlere Eintrittstermin der jeweiligen phänologischen Phase mit dem Nulltag der phasenbezogenen Korrelation übereinstimmt. Die 5 %-Signifikanzschwellen überschreitenden r-Werte sind ein Hinweis für signifikante Zusammenhänge.
Der Gang der Korrelationskoeffizienten zwischen dem Ertrag des Winterweizens und meteorologischen Parametern (Häufigkeit der Tage mit Tagestemperatur und Niederschlag in angegebenen Grenzen, Niederschlagssumme, Sonnenscheindauer) ist in den Abbildungen 5.30–5.33 dargestellt. Zu beachten ist, dass diese Methode lediglich die Aufhellung einfacher Zusammenhänge zulässt.
Wie die Korrelationsextreme anzeigen, wirkt sich eine wachsende Niederschlagshäufigkeit (> 3 mm) vor dem Aufgang der Kartoffelpflanzen günstig und zwischen dem 150. und 165. Kalendertag ungünstig auf den Ertrag aus. Die negativen Korrelationsextreme sind in diesem Zeitraum bei Stickstoff-Mangeldüngung (PK) stärker ausgeprägt als bei Volldüngung (NPK). Gegen Ende der Vegetationsperiode (255.–260. Tag) besteht ein erhöhter Feuchtigkeitsbedarf. Der Einfluss des Sonnenscheins spielt besonders in der Zeit zwischen Bestellung und Blühbeginn eine hervorragende Rolle. Während sich im Vorauflaufstadium eine überdurchschnittliche Sonneneinstrahlung nachteilig auf den Ertrag auswirkt. Wesentliche Unterschiede im zeitlichen Gang der Korrelationen sind bei Voll- und Stickstoff-Mangeldüngung nicht festzustellen.
Zusammenfassend ist festzustellen, dass der Spätkartoffelertrag in Bad Lauchstädt vornehmlich von Einfluss meteorologischer Faktoren während des Voraufgangs- und Aufgangsstadium abhängig ist, wobei er unter Stickstoffmangelbedingungen wesentlich empfindlicher auf die Witterungseinflüsse reagiert als bei vollständiger Nährstoffversorgung.
Einfache Korrelationen zwischen den Abweichungen des Kartoffel-Jahresertrages vom Trend und den meteorologischen Parametern für drei Vegetationsabschnitte bei Voll- bzw. Stickstoffmangeldüngung und die Anteile der meteorologischen Einflussgrößen an der multiplen Bestimmtheit der Regression sowie de Anteil der Einflussgrößen an dem durch Regression erfassten Variabilitätsanteil findet man in den Tabellen 5.22–5.24.
Die faktoranalytischen Untersuchungen unter Einbeziehung relevanter Größen für Zeitabschnitte S(1) … S(3) der Vegetationsperiode führten zu dem Ergebnis, dass hinter den 20 Einflussgrößen 5 bzw. 4 unabhängige Faktoren stehen, die 74 % (Volldüngung) und 84 % (Stickstoff-Mangeldüngung) der Ertragsvariabilität erklären. Während bei Volldüngung des Witterungsgeschehen in Voraufgangs-, Aufgangs- und Vorerntestadium ertragsbildend von Bedeutung ist, spielen bei Stickstoffmangeldüngung lediglich die ersten zwei Entwicklungsabschnitte der Kartoffel eine wesentliche Rolle.
[
Eine zeitlich differenziertere faktoranalytische Betrachtung über den Einfluss meteorologischer Parameter auf die Kartoffelerträge bei Voll- und Mangeldüngung in den Zeitabschnitten t(1) … t(5) erbrachte die in den Tabellen 5.34–5.38 zusammengefassten Ergebnisse. Die dort enthalten Kennzahlen (lineare Korrelationskoeffizienten, rotierte Faktorladungen und Kommunalitäten) erlauben Rückschlüsse über die Art und Stärke des Ertragseinflusses meteorologischer Parameter im jeweiligen Zeitabschnitt t(i). Zu den ertragswirksamen Größen zählen auch der Bestellungstermin und die Vegetationsdauer.
Mit Hilfe von 11 ausgewählten meteorologischen Parametern wurde eine neungliedrige Regressionsfunktion abgeleitet. Die Regression erklärt 95 % der meteorologisch bedingten Variabilität der Abweichungen der Kartoffelerträge vom Trend.
Die Ergebnisse linearer Regressionen.

## Witterungseinflüsse auf Feldfrüchte im nördlichen und mittleren Binnentiefland Ostdeutschlands
Schon mehrfach wurden aus Feldversuchsergebnissen stochastische Zusammenhänge zwischen Witterung und Pflanzenertrag herausgearbeitet. Die gefundenen Zusammenhänge zwischen meteorologischen Faktoren und Pflanzenentwicklung und -ertrag unter dem Einfluss der Stickstoffdüngung gewähren zwar Einblicke über das Zusammenspiel und die Wirksamkeit der untersuchten Größen, auf größere Areale lassen sich die gewonnenen Erkenntnisse nicht übertragen. Deshalb war es erforderlich, den Einfluss meteorologischer Faktoren auf Feldfrüchte und die Düngerwirkung in größeren Regionen auf der Grundlage von Erhebungsdaten an Produktionsstandorten und Daten zugeordneter Klimastationen zu betrachten.
Analysen auf der Ebene von Kreisen oder Bezirken machten wenig Sinn, weil diese Räume ökologisch uneinheitlich sind. Wegen ihrer rein politischen Abgrenzung ist zu berücksichtigen, dass in diesen regional verschiedene Komplexe natürlicher Faktoren, die auf das Pflanzenwachstum von Einfluss sind, wirken. So gibt es in zahlreichen Regionen erhebliche Unterschiede im orografischen Relief, in Art und Typ des Bodens sowie hinsichtlich der klimatologischen und hydrologischen Verhältnisse (Seyfert, 1962). Auf Grund des engen Zusammenwirkens der Naturerscheinungen sind möglichst alle wesentlichen, die Pflanzenentwicklung steuernden Faktoren in die Betrachtung einzubeziehen. Meteorologische Ertragsanalysen auf regionaler Ebene sollten deshalb auf der Basis naturbedingter Landschaften durchgeführt werden. Eine geeignetere Grundlage ist die durch Seyfert vorgenommene naturräumliche Aufgliederung des Gebietes der früheren DDR in phänologische Gebiete.
Von den Geofaktorkomplexen ist den klimatologischen Faktoren eine dominierende Bedeutung beizumessen, weil sich phänologische Unterschiede in den einzelnen Jahren überwiegend auf deren Witterungsverhältnisse zurückführen lassen, während andere Geofaktoren, wie Oberflächenform, Bodenart und Bodentyp, Gewässerverteilung usw., über größere Zeiträume hinweg relativ konstant bleiben. Aus diesem Grund beziehen sich die gewonnenen Erkenntnisse über den Witterungseinfluss auf Pflanzenproduktion und Düngungseffektivität auf Gebiete mit einheitlichem Großklima, die sich auf eine Gebietseinteilung nach Böer beziehen.
Diese Einteilung beruht auf
- objektiv feststellbaren Parametern für das Klima, wie jährliche Schwankungen, jährlicher Gang und bestimmte Schwellenwerte der einzelnen Klimaelemente und
- Erfahrungen über die Auswirkungen des Klimas auf Landschaft und Vegetation.

Auf der Grundlage differenzierte Analysen des jährlichen Ganges der Lufttemperatur (Monatsmittel) und des Niederschlages (Summen ungleicher Zeitabschnitte des Jahres) hat Böer Gruppen benachbarter Klimastationen mit gleichem Verhalten zusammengefasst, wodurch sich die in Abbildung 54 dargestellte Gebietseinteilung mit unterschiedlichem Großklima ergab.
Die aus den Normalwerten der Monatsmitteltemperatur und Monatssummen des Niederschlages aller im betreffenden Hauptgebiet befindlichen Stationen errechneten arithmetischen Mittel kennzeichnen die charakteristischen Unterschiede des Großklimas (Tabelle 5.67).
Auf diesen Werten basieren die für 6 Hauptgebiete dargestellten schematisierten Klimagramme (Abb. 5.41). Jedem Wertepaar der Monatsmitteltemperatur und Monatssumme des Niederschlages entspricht ein Punkt im zweidimensionalen Parameterraum. Die Punkte sind dem Verlauf des Jahres folgend, durch einen Linienzug miteinander verbunden. Danach unterscheiden sich Tiefland (Gebiet 1–4), Mittelgebirgsvorland (Gebiet 5) und Mittelgebirge (Gebiet 6) deutlich voneinander, wesentlich geringer sind die Klimaunterschiede zwischen den Gebieten 2 und 3 des Binnentieflandes. Die Winter- und Sommerwerte weichen nur wenig voneinander ab, sodass sich aus den abweichenden Temperatur- und Niederschlagsverhältnissen im Frühjahr und Frühsommer sowie im Herbst und Frühwinter eine Differenzierung ergibt.
In den Hauptgebiete 2 und 3 (stärker maritim bzw. kontinental beeinflusstes Binnentiefland) befinden sich die Kartoffelhautanbaugebiete in Ostdeutschland, weshalb besonders diese Räume für agrarmeteorologische Untersuchungen interessant waren.

### Standortauswahl und Datenbasis
Zur Gewinnung agrarmeteorologischer Gebietsaussagen auf der Grundlage von Betriebsaufzeichnungen ist eine Klassifizierung der Betriebsstandorte unerlässlich, weil dadurch natürliche, agrotechnische und ökonomische Wirkfaktoren bzw. Wirkfaktorenkomplexe, die das Betriebsergebnis direkt oder indirekt beeinflussen und als systematische Störgrößen bei der Analyse in Erscheinung treten, eliminiert werden. Zur Ausschaltung des Klimaeinflusses wurden nur solche Standorte eines Gebietes ausgewählt, die dem gleichen Großklima ausgesetzt sind. Eine Zusammenstellung der betrachteten Standorte mit den zugeordneten Klima- und Phäno-Stationen enthält die Tabelle A1 im obigen PDF-Dokument.
Bei der Betrachtung von Großklimagebieten ist zu beachten, dass sich in ihnen auch andere Geofaktoren sekundär verschiedenartig auswirken. So können sich z. B. Bodenklimate je nach Qualität des Bodens unter gleichen klimatischen Verhältnissen sehr unterschiedlich entwickeln und dementsprechend das Pflanzenwachstum beeinflussen. Während tonige und humusreiche Böden infolge ihres großen Wasserbindungsvermögens thermisch außerordentlich träge sind, reagieren sandige Böden mit ihrer starken Wasserdurchlässigkeit auf oberirdische Temperaturveränderungen, etwa durch Überströmen anders temperierter Luftmassen oder durch kräftige Ein- bzw. Ausstrahlung, außerordentlich schnell.
Durch Gruppierung der Standorte nach der Qualität ihrer Böden wurde der Einfluss des Bodenklimas teilweise eliminiert.
Nicht weniger hängt der Produktionserfolg von Art und Zeitpunkt agrotechnischer Maßnahmen (Sortenwahl, Bodenbearbeitungs-, Düngungs-, Pflanzenschutz- und Pflegemaßnahmen etc.) und nicht zuletzt von betriebswirtschaftlichen Faktoren ab. Zur Ausschaltung auch dieser Einflüsse waren die ausgewählten Betriebe eines Klimagebietes nach mehreren natürlichen, agrotechnischen und ökonomischen Kriterien numerisch zu klassifizieren. Als geeignete Klassifikationsmerkmale wurden herangezogen:
- Höhe des Standortes über NN (m)
- mittlere Ackerzahl
- N-Aufwand (kg(ha LN Mineraldüngung)
- Großviehbesatz (GV/100 ha LN)
- N-Aufwand zu Kartoffeln (kg N/ha LN)
- Anteil der Kartoffelfläche an LN (%)
- Arbeitskräftebesatz (AK/100 ha LN)
- Mot.-PS-Besatz (MPS/100 ha LN)
- Produktionsfondsausstattung (TM/ha LN)
- Bruttoproduktion (GE dt/ha LN)
- Kartoffelproduktion (dt/ha LN)
- mittlere Abweichung der Spätkartoffeljahreserträge in % vom Mittel
- mittlere Abweichung der jährlichen Bruttoproduktion in % vom Mittel

Die in Tab. A45 zusammengestellte Mittelwerte dieser Merkmale basieren auf Betriebsangaben der Periode 1967–1974.
Um eine größtmögliche Objektivität und Reproduzierbarkeit zu sichern wurde nicht wie üblich gezielt, also nach sachlogisch vorgegebenen Klassen, sondern numerisch bei gleichzeitiger Berücksichtigung mehrerer Betriebsmerkmale klassifiziert.
Ausgangspunkt der Klassifizierung waren n Standorte, die auf Grund ihrer Ähnlichkeit in Gruppen unterteilt werden sollten. Die Ähnlichkeit der Standorte lässt sich anhand von k Merkmalen ermitteln, sodass der Gruppenbildung eine Matrix, in der die Merkmalsausprägungen für jeden Standort angegeben sind, zugrunde liegt. Jeder Standort i ist somit durch einen Datenvektor charakterisiert. Anhand eines geeigneten Ähnlichkeitsmaßes ist aus dieser Matrix die Ähnlichkeit bzw. Unähnlichkeit für alle Paare von Standorten bestimmbar. Auf die aus Korrelationskoeffizienten bestehende Ähnlichkeitsmatrix wurde eine Hauptkomponentenanalyse mit schiefwinkliger Rotation der extrahierten Faktoren angewendet. Die wichtigsten Faktoren repräsentieren je eine Gruppe von betrieblich ähnlichen Standorten. Auf diese Weise ergaben sich nachfolgende Standortsgruppierungen.
Nach erzielter Typisierung der Standorte war eine bessere Vergleichbarkeit der Betriebe bzgl. deren Produktionsvoraussetzungen gegeben. Für meteorologische Ertragsanalysen ließen sich danach die Ertragsdaten von 14 Standorten zusammen mit den Beobachtungsdaten benachbarter Klima- und Phänostationen nutzen (Tab. A1).
- Stärker maritim beeinflusstes Binnentiefland (Hauptgebiet 2)

Gruppe A:
- Plate-Banskow; Priborn; Tuchheim-Paplitz (Mecklenburgische Seenplatte Havelland)

Gruppe B:
- Satow-Kogel; Jakobshagen; Hobeck-Letzkau (Mecklenburgische Seenplatte)

- Stärker kontinental beeinflusstes Binnentiefland (Hauptgebiet 3)

Gruppe A:
- Jänickendorf; Worin-Seelow; Müncheberg-Heinersdorf; Golßen; Dessau-Mildensee (Mittelbrandenburgische Platten)

Gruppe B:
- Wurzen-Bennewitz; Wachau; Ostrau (Leipziger Tiefebene Lommatzscher Pflege)

Der Analyse des regionalen Witterungseinflusses auf Entwicklung, Ertrag und Stickstoffdüngerwirkung bei Spätkartoffeln liegen aus Betriebsaufzeichnungen des Erhebungszeitraumes 1967–1974 folgende Ergebnis- und Aufwandsdaten zugrunde:
- durchschnittlicher Knollenertrag (dt/ha)
- durchschnittlicher Mehrertrag durch Stickstoffdüngung (dt/ha)
- durchschnittlicher Erzeugungswert des Mineraldünger-Stickstoff (kg/kg N)
- durchschnittlicher Stickstoffdüngeraufwand (kg/ha).

Das für den Zeitraum 1967–1974 erhobene Kennzahlenmaterial stammt aus 51 ausgewählten landwirtschaftlichen Großbetrieben, die gemeinsam mit Forschungseinrichtungen der ehemaligen Akademie der Landwirtschaftswissenschaften der DDR seit 1966 ein großangelegtes Produktions-Experiment zu Fragen des ökonomischen Einsatzes steigender Stickstoffgaben unter Produktionsbedingungen durchführten (Schnee et al.).
Auf dieser Grundlage basierte ein Forschungsauftrag zur Quantifizierung von Witterungselementen und Intensivierungsmassnahmen auf Ertrag und Stickstoff-Düngerwirkung in der Pflanzenproduktion durch Kanther und Hartung (1978).
Bekanntlich sind mindestens 20 Jahre erforderlich, um die vielfältigen Witterungskonstellationen sicher zu erfassen. Das nur achtjährige und nicht immer vollständige Datenmaterial ließ demzufolge eine örtliche Betrachtung nur bedingt zu. Um erste Erkenntnisse über den Einfluss meteorologischer Größen auf Entwicklung, Ertrag und Düngerwirkung unter Produktionsbedingungen gewinnen zu können, wurden die durchschnittlichen Jahreserträge bzw. N-abhängigen Mehrerträge von vergleichbaren Betrieben innerhalb bestimmter geografischer Regionen zu Ertragsreihen zusammengefasst, denen dann die Klimadaten gegenübergestellt wurden.
Für die Ermittlung der durchschnittlichen Stickstoffdüngerwirkung wurde auf die durch Stickstoffdüngung erzeugten mittleren Spätkartoffel-Mehrerträge zurückgegriffen. Ihre Berechnung stützt sich auf empirisch abgeleitete Stickstoffdünger-Wirkungskoeffizienten, mit denen der durch die eingesetzte Mineraldüngermenge erzielte Ertragsanteil am Gesamtertrag bestimmt ist.
Ein solches Vorgehen war deshalb notwendig, weil aus den Betrieben die sogenannten Nullerträge, d. h. die erzielten Ernteerträge ohne Stickstoffversorgung, als wichtige Ausgangsgröße für die Bestimmung der Stickstoffdüngerwirkung nicht zur Verfügung standen.
Die sehr kurzen Ertragsreihen der Betriebe ließen eine Trendbereinigung der Erträge nicht zu. Deshalb wurden durch numerische Klassifikation der Betriebsstandorte anhand charakteristischer Merkmale für die Produktionsbedingungen nicht-meteorologische Wirkfaktoren eliminiert, so dass sie bei der Analyse von Witterungs-Ertrags-Beziehungen als systematische Störgrößen nicht in Erscheinung treten können.
Die statistischen Maßzahlen in Tabelle 5.68 der obigen PDF-Datei charakterisieren den Spätkartoffelertrag, die Düngerwirkung und den Stickstoffaufwand für beide Klimagebiete und Standortgruppen.

### Meteorologische Einflüsse auf Ertrag und Düngerwirkung
Die Ergebnisse der Analysen über den Einfluss meteorologischer Faktoren auf Entwicklung, Ertrag und Stickstoff-Düngerwirkung zu Kartoffeln für Gebiete des Binnentieflandes in Ostdeutschland mit einheitlichem Großklima auf der Grundlage von Produktionskennzahlen werden wie folgt zusammengefasst:
- Zur Gewinnung von Gebietsaussagen erschien eine Klassifizierung des Standortes zur Ausschaltung klimatischer und nicht-meteorologischer Wirkfaktoren, die das Produktionsergebnis beeinflussen, als dringend geboten.
- Durch Standortwahl auf der Basis von Gebieten mit einheitlichem Großklima nach Böer[15] und nachfolgender
- Gruppenbildung nach acker- und pflanzenbaulichen sowie ökonomischen Kriterien versucht man, diese störenden Einflüsse zu eliminieren.

Die in den Tabellen vorgelegten statistischen Untersuchungsergebnisse beruhen auf Betriebskennzahlen von Standorten des stärker maritim und stärker kontinental beeinflussten Binnentieflandes.
In den Jahresmitteln unterscheiden sich die Gebiete wie folgt:
- Hauptgebiet 2
  - mittlere Höhe über NN: 44 m
  - mittlere Lufttemperatur: 8,4 °C
  - mittlere Niederschlagssumme: 579 mm

- Hauptgebiet 3
  - mittlere Höhe über NN: 108 m
  - mittlere Lufttemperatur: 8,5 °C
  - mittlere Niederschlagssumme: 586 mm

Eine Zusammenstellung der betrachteten regionalen Standorte mit den zugeordneten Klima- und Phäno-Stationen zeigt die Tabelle A1.
Die phänologischen Eintrittstermine und die Länge der Entwicklungsphasen der Spätkartoffel im stärker maritim bzw. stärker kontinental beeinflussten Binnentiefland (Hauptgebiete 2 und 3) sind in Tabelle A47 ersichtlich.
Zur Gewinnung agrarmeteorologischer Gebietsaussagen auf der Grundlage von Betriebsaufzeichnungen ist eine Klassifizierung der betrieblichen Standorte unerlässlich, weil dadurch natürliche, agrotechnische und ökonomischen Wirkfaktoren bzw. Wirkfaktorenkomplexe berücksichtigt werden. Die Tabellen A45 enthält eine Auflistung von Betriebskennzahlen der für das jeweilige Klimagebiet ausgewählten Großbetrieb der Pflanzenproduktion. Auf der Basis unterschiedlicher Kombinationen von Betriebskennzahlen erfolgte schrittweise eine Klassifizierung der 19 Betriebsstandorte in zwei Gruppen, aus der sich eine endgültige Zuordnung von 14 Standorten herauskristallisierte. Das Ergebnis der Standortklassifizierung mittels Hauptkomponentenanalyse ist in Tabelle A46 dargestellt.
Die Analyse der Zusammenhänge beruht auf achtjährigem Datenmaterial (Zeitraum 1967 … 1974) und wurde sowohl am zusammengefassten Material aller Standorte eines Klimagebietes als auch getrennt, am Material einzelner Standortgruppen, vorgenommen.
In den Tabellen A48–A53 befinden sich die Extremwerte, arithmetischen Mittel und gewogenen mittleren Abweichungen aus Reihen meteorologischer und phänologischer Merkmale, gruppiert nach Entwicklungsphasen, Standortgruppen und Klimagebiete. Die für die meteorologischen benutzten Kürzel entsprechen den in Tabelle 5.13 aufgeführten. Die Kürzel D und 1/D stehen für die Entwicklungsdauer in Tagen im jeweiligen Phäno-Abschnitt und 1/D steht für die Entwicklungsgeschwindigkeit der Spätkartoffel.
Die Ergebnisse des statistischen Vergleiches der Gebietsmittelwerte des Ernteertrages, stickstoffbedingten Mehrertrages und Erzeugungswertes zweier Standortgruppen bzw. Klimagebiete sind in Tabelle A54 zusammengestellt. Ebenso die Ergebnisse des Mittelwertvergleiches meteorologischer Merkmale zweier Standortgruppen innerhalb des jeweiligen Hauptgebietes und zwischen den beiden Hauptgebieten.
Aufgelistete Anteile der meteorologischen Einflussgrößen an der multiplen Bestimmtheit der Ertragsregressionen findet man in den Tabellen A58–A60. Die dort markierten Anteile und Bestimmtheiten lassen erkennen, welche der ausgewählten Parameter für die Höhe des Ernteertrages und Kartoffelmehrertrages bei Stickstoffdüngung in den untersuchten Gebieten von signifikanten Einfluss sind.
Für das maritim beeinflusste Binnentiefland (Hauptgebiet 2) sind in den Tabellen 5.69 und 5.70 die einfachen Korrelationen zwischen jeweils einer biologischen Größe(Phasenlänge D, Entwicklungsgeschwindigkeit 1/D, Ernteertrag E und Mehrertrag durch Stickstoffdüngung EN) und mehreren meteorologischen Parametern für drei phänologische Abschnitte zusammengestellt.
Für das kontinental beeinflusste Binnentiefland (Hauptgebiet 3) findet man einfache Korrelationen in den Tabellen 5.76–5.78 für die beiden Standortgruppen. Aus Faktoranalysen hervorgegangene Faktorstrukturen mit ihren Ladungen und Kommunalitäten zum Einfluss meteorologischer Parameter während der Vegetationsperiode auf den Kartoffelertrag E und die Stickstoffdüngerwirkung E(N) findet man in der Tabelle 5.82.
Für beide Klimagebiete gilt, dass die Entwicklungsgeschwindigkeit der Spätkartoffel in den betrachteten Vegetationsabschnitten (Bestellung – Aufgang, Aufgang – Blühbeginn, Blühbeginn – Ernte) mit der Summe der Tagesmitteltemperatur und die potentielle Evapotranspiration eng korreliert ist.
Der Aufgang der Kartoffelpflanze wird durch hohe Tagesmittel- und Tagesmaximum-Temperaturen bei hohen potentiellen Verdunstungsraten beschleunigt. In der ersten Wachstumsphase (Aufgang – Blühbeginn) beeinflussen die Niederschlagssumme und die von ihr abhängigen Wasserbilanz das Entwicklungstempo. Höhere Niederschlagssummen während der zweiten Wachstumsphase (Blühbeginn – Ernte) hemmen die Pflanzenentwicklung. Im mittleren Binnentiefland ist die erste Wachstumsphase durchschnittlich 5 Tage kürzer als im nördlichen Tiefland.
Einflüsse meteorologischer Faktoren auf den Kartoffelertrag und die Stickstoff-Düngerwirkung zeigen sich in beiden Klimagebieten nur für die zweite Wachstumsphase. Dabei ließ sich die meteorologisch bedingte Ertragsstreuung auf die Wirkung von 3 bzw. 4 Faktoren zurückführen. An der Variabilität des Ertrages ist ein Feuchtigkeitsfaktor, der die Wirkung der Merkmale Niederschlag, relative Luftfeuchte und Wasserbilanz zusammenfasst, zu 22 % (Hauptgebiet 2) bzw. 1 % (Hauptgebiet 2 und 3), ein Entwicklungsfaktor zu 14 bzw. 6 % und Tagestemperaturfaktor zu 11,5 bzw. 32 % beteiligt.
Daraus lässt sich schließen, dass der Feuchtigkeits- und Entwicklungsfaktor im stärker maritim beeinflussten Binnentiefland von größerem Einfluss ist, als im kontinental beeinflussten Tiefland. Diese Feststellung verdeutlichen auch die ermittelten Faktorstrukturen zum Ertragseinfluss meteorologischer Parameter in Tabelle A61. Aus faktoranalytischen Betrachtungen resultierten Ertragsregressionen für optimale Kombinationen von Einflussgrößen für beide Klimagebiete (siehe Tabelle A62 und A63).
Den stärksten Einfluss auf den Ertrag üben die Parameter Tagesmaximumtemperatur, potentielle Verdunstung und klimatische Wasserbilanz nach Blühbeginn aus. Während erhöhte, die Wasserabgabe fördernde Temperaturen den Ertrag vermindern, steigt er bei Feuchtigkeitszufuhr.
Die Stickstoffdüngerwirkung ist von drei Faktoren abhängig. Hohe Tagestemperaturen vor dem Aufgang, eine lange erste Wachstumsphase und wenig Niederschlag nach der Blüte bedingen eine geringe Wirkung der Stickstoff-Düngung. Dagegen erhöht sie sich mit zunehmender Länge der zweiten Wachstumsphase. In dieser Zeit beeinflussen wasserschonende Witterungsverhältnisse bei Tagestemperaturen unter 16 °C die Stickstoffdüngerwirkung positiv.
Zwischen dem Ernteertrag und Mehrertrag durch Stickstoffdüngung besteht ein positiver hoch signifikanter Zusammenhang (r = 0,78), der durch lineare Regression quantifizierbar ist. Mit einer Bestimmtheit von 53 % wächst mit Zunahme des Erzeugungswertes um 1 kg Knollen/kg N der Hektarertrag um 200 kg, was heißt, dass im nördlichen Binnentiefland hohe Spätkartoffelerträge eine gute Stickstoffdüngerwirkung voraussetzt.
Für das nördliche Binnentiefland waren auch jahreszeitliche Witterungseinflüsse auf Ertrag und Düngerwirkung festzustellen. Hervorzuheben ist, dass sich der Stickstoff-abhängige Ertragsanteil mit jedem überdurchschnittlichen mm Niederschlag im Frühjahr um 148 kg/ha verringert.
Nach Herausarbeitung wesentlicher Zusammenhänge zwischen Ernteertrag und Witterungsverlauf für größere Klimaregionen des ostdeutschen Binnentieflandes wurde abschließend der Versuch einer lokalen Betrachtung auf der Basis des vorhandenen Beobachtungsmaterial unternommen.
Die für vier Standorte durch Faktoranalysen gewonnenen Ergebnisse sind in den Tabellen A64–A68 zusammengestellt.
Sie verdeutlichen die erfasste Merkmalsvarianz durch die extrahierten Faktoren, die Anteile der untersuchten Merkmale und Faktoren an der Ertragsvariabilität sowie die Beiträge zur Ertragskommunalität (Tabelle A64). Die übrigen Tabellen zeigen die Faktorstrukturen zum Einfluss meteorologischer Parameter während der Vegetationsperiode an den einzelnen Standorten.
Für Computersimulationen wurden aus beiden Klimagebieten je zwei Standorte aus der Beobachtungsperiode 1968–1974 ausgewählt, die Standorte Plate-Banskow und Satow-Kogel aus dem Klimagebiet 2 sowie Müncheberg und Ostrau aus dem Klimagebiet 3.
Wegen der zu geringen Anzahl von Wiederholungen kam eine biometrische Analyse des Einflusses ertragsbestimmender Umweltfaktoren während verschiedener Entwicklungsphasen nicht in Betracht. Es würde schließlich viele Jahre dauern, bis langjährige Beobachtungsreihen für die statistische Bearbeitung zur Verfügung stünden.
Eine grundlegende Voraussetzung für die Erfassung des Einflusses wachstumsbestimmender Umweltfaktoren besteht darin, dass die Entwicklung des Pflanzenbestandes unter möglichst unterschiedlichen Witterungsabläufen, die in weiten Grenzen schwanken sollen, beobachtet werden. Experimentell lässt sich eine Verkürzung der erforderlichen Zeit für die Gewinnung von Beobachtungsdaten durch Aussaatzeitenversuche erreichen. Diese Methode benutzte Mäde und Günther für Versuch mit Sommergetreide.
Die Bereitstellung des erforderlichen Datenmaterials für die Ertragsanalyse kann auch durch Computersimulation erfolgen.
Auf der Grundlage des vorhandenen Beobachtungsmaterial wurde für ausgewählte Standorte des Binnentieflandes der Einfluss simulierter Witterungsverläufe auf die Kartoffelerträge untersucht. Die Bereitstellung des erforderlichen Datenmaterials erfolgte mit Hilfe der Monte-Carlo-Methode. Sie ermöglichte die Erzeugung normalverteilter Zufallszahlen, die als Zielgröße {\displaystyle Y} und Einflussgrößen {\displaystyle X_{p}} in die Analyse eingingen.
Aus den Faktorstrukturen wurden für jeden Betriebsstandort der Ertragswert der meteorologischen Einflussgrößen ermittelt. Die aus diesen Strukturen abgeleiteten Optimalkombinationen von Einflussgrößen lieferten signifikante Zusammenhangsmaße mit einem Bestimmtheitsmaß von 66 … 95 %. Auf der Grundlage von Berechnungsexperimenten erfolgte am Beispiel eines Standortes eine Quantifizierung und Bewertung der meteorologischen Bedingungen für bestimmte Ertragsklassen.